# Manihot caerulescens
Manihot caerulescens, também conhecida por maniçoba, é uma planta do gênero Manihot, do qual faz parte a mandioca e suas variedades: mandioca braba, macaxeira e outras denominações.
Tem uma característica diversa das outras espécies de Manihot por apresentar um caule ereto, arbóreo, podendo alcançar até 20 metros de altura.
É encontrada em todo o Nordeste do Brasil.

## Características
É uma planta monoica, arbórea, chegando raramente até 20 metros de altura, com altura mormente encontrada de 10 metros, altamente ramificado.
Apresenta látex amarelado, que a diferencia das demais espécies. Seu látex pode ser explorado economicamente para produção de borracha natural.
Serve de pasto para caprinos e bovinos; porém, por conter ácido cianídrico, como ocorre nas outras espécies, não deve ser consumida fresca, devendo ser deixada a secar para perder o HCN.